# Opération Konrad

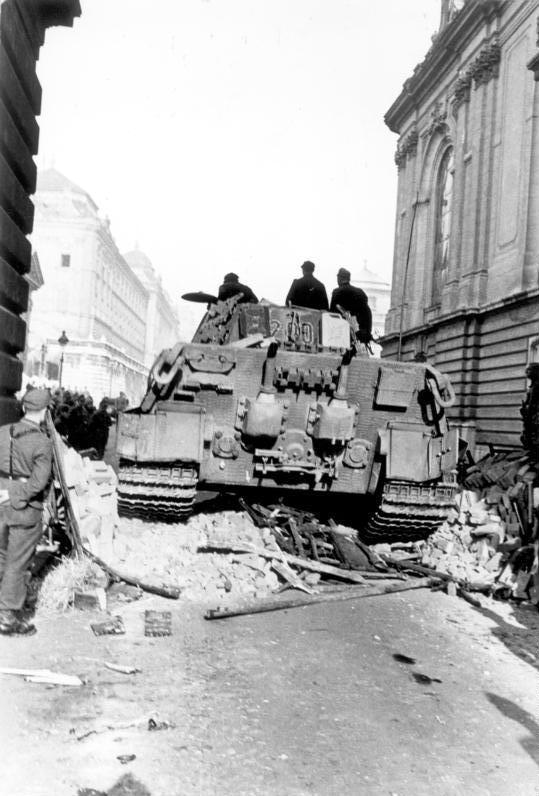
Bundesarchiv

Cet article court présente un sujet plus développé dans : Bataille de Budapest.
L'opération Konrad est le nom de code d'une opération militaire pendant la Seconde Guerre mondiale. Par trois fois, elle désigne les efforts germano-hongrois de désenclavement des troupes de l'Axe (80 000 soldats, le 9e SS-Gebirgskorps, commandé par Pfeffer-Wildenbruch notamment) de Budapest durant la bataille de Budapest en janvier 1945.
- L'opération Konrad I le 1er janvier 1945 : menée par le 4e SS-Panzerkorps (commandé par l'Obergruppenfuhrer Gille) depuis Tata et stoppée près de Bicske.
- L'opération Konrad II le 7 janvier 1945 : menée par le 4e SS-Panzerkorps depuis Esztergom et stoppée à Pilisszentkereszt.
- L'opération Konrad III le 17 janvier 1945 : menée par le 4e SS-Panzerkorps et le 3e corps d'armée depuis le sud de Budapest près de Székesfehérvár. La tentative d'encerclement d'une dizaine de divisions soviétiques est stoppée au sud d'Ercsi.